# Peishansaurus philemys
Il peishansauro (Peishansaurus philemys) è un dinosauro erbivoro, forse appartenente agli anchilosauri, o dinosauri corazzati. I suoi resti fossili sono stati ritrovati in Cina, in terreni del Cretaceo superiore (Campaniano, circa 75 milioni di anni fa).

## Classificazione
Questo dinosauro è stato descritto per la prima volta da Bohlin nel 1953, sulla base di un frammento di mascella con denti; lo stesso Bohlin non riuscì a classificarlo con certezza a causa della frammentarietà dei resti, e attualmente questo dinosauro è considerato un nomen dubium di incerta collocazione sistematica: potrebbe essere un anchilosauro o un pachicefalosauro.
Il nome Peishansaurus deriva dalla Montagna del Nord (Peishan), nella regione dello Xinjiang in Cina.